# Tramvajová doprava ve Volgogradu

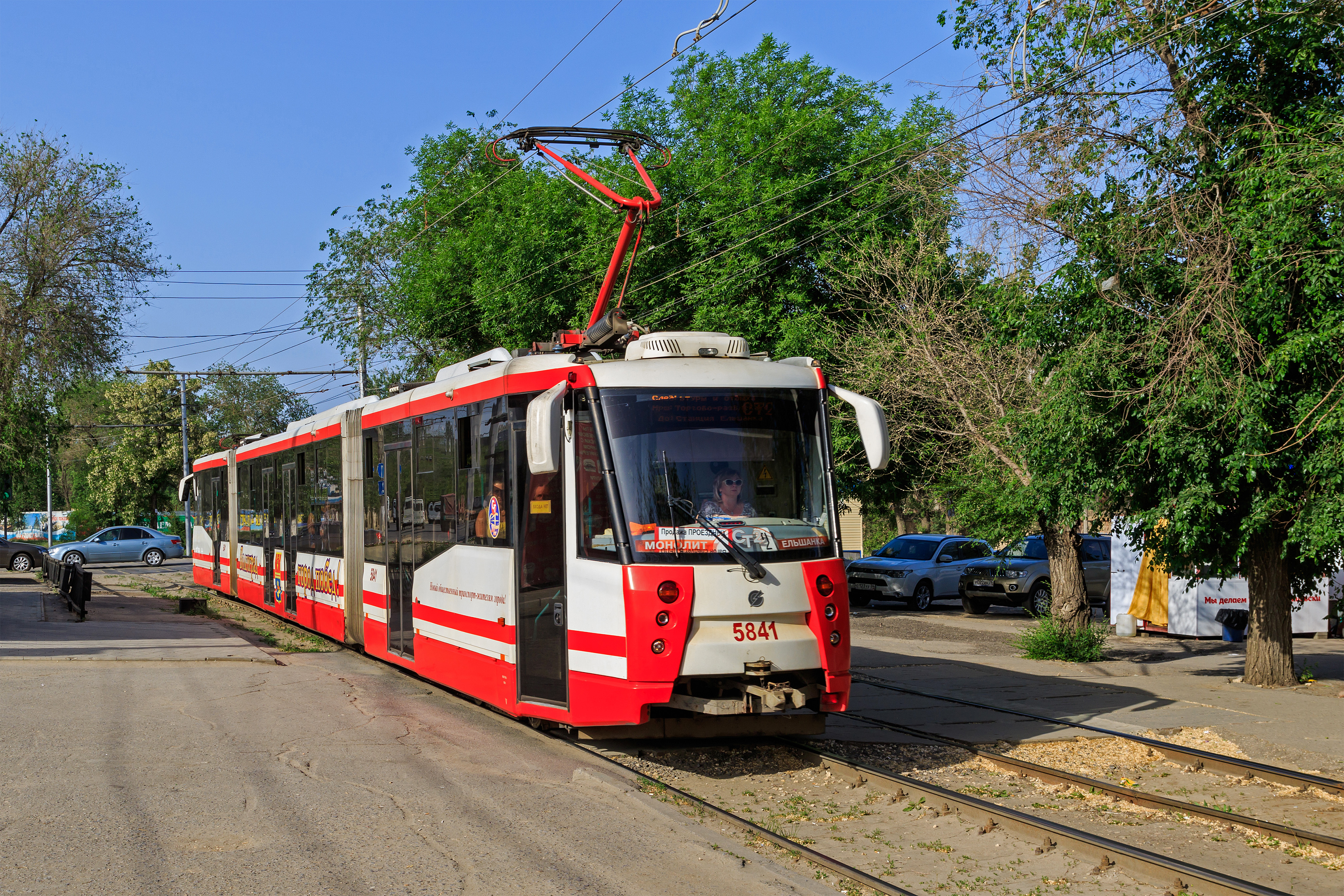
Tramvaj LVS-2009

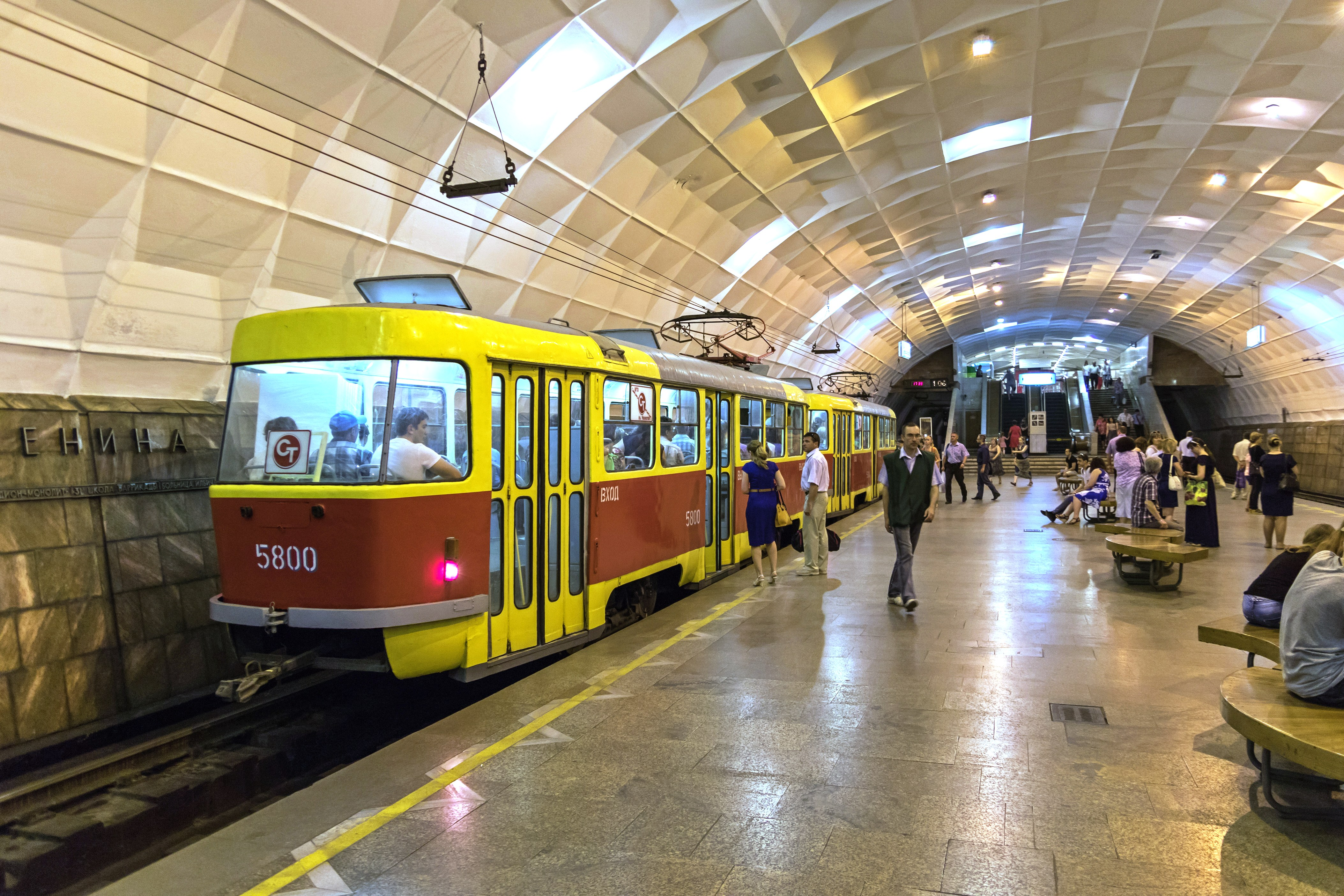
Podzemní stanice Leninovo náměstí

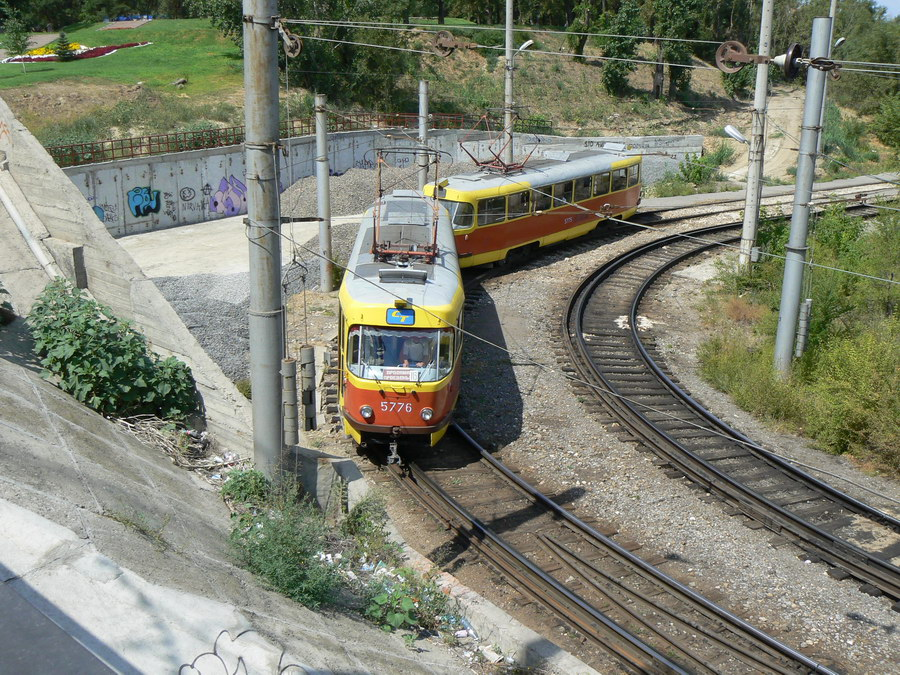
Souprava tramvají T3SU na konečné Čekistovovo náměstí v centru města

V ruském Volgogradu je v provozu síť tramvajové dopravy o délce 108 km. Její část, trať o délce 13,5 km, je vybudována jako tramvajová rychlodráha (rusky метротрам / metrotram), z části vedená pod zemským povrchem.

## Historie
První elektrické tramvaje vyjely do volgogradských ulic 9. dubna 1913. Jejich provoz byl dvakrát přerušen (během občanské války v letech 1920–1922 a za druhé světové války 1942–1943).
6. listopadu 1958 byla v jižní volgogradské Rudoarmějské čtvrti zprovozněna druhá tramvajová síť, která nebyla s tou první nijak propojena.
V roce 1984 byla zprovozněna linka rychlodrážní „metrotramvaje“, která v části úseku v centru města vede v podzemí.
V roce 2008 tak ve Volgogradu existují tři na sobě nezávislé tramvajové sítě. V případě jižní a centrální se jedná o klasické tramvajové linky, severní síť tvoří rychlodrážní, částečně podzemní linka, na kterou se ve stanici Stadion Monolit napojuje běžná trať (linka č. 13).
Rozchod kolejí je 1 520 mm, k dispozici je asi 330 tramvajových vozidel.

### Metrotram
Linka „metrotramvaje“ (Volgogradskij metrotram, rusky Волгоградский метротрам) o délce 17,3 km vede ze severního předměstí Volgogradu do centra města podél řeky Volhy. Na celé trati se nachází 18 stanic. Většina této dráhy je klasická tramvajová rychlodráha, která je oddělená od ostatní dopravy i tramvajových křižovatek. 3,3 km dlouhý úsek v centru města byl ale vybudován podpovrchově; dvě stanice s ostrovními nástupišti a jedna s bočními, které se v něm nacházejí, se podobají stanicím v ruských sítích metra. Zajímavě jsou řešeny stanice s ostrovními nástupišti – protože starší tramvaje nemají dveře na levé straně, v podzemí se koleje opačných směrů kříží a jezdí se vlevo. Celá linka má název Skorostnoj Tramvaj a byla slavnostně otevřena 5. listopadu 1984. Jejím zprovozněním se ulehčilo příměstské vlakové dopravě, která byla v tomto směru přetížená. Roku 2011 bylo otevřeno podpovrchové prodloužení trasy na jih o délce 3,5 km se třemi novými stanicemi, z toho dvě jsou s ostrovními nástupišti a konečná stanice má nástupiště boční. Zde již tramvaje nemění strany a doprava je tedy zajišťována vozy se dveřmi po obou stranách.

## Vozový park
Vozový park tvoří československé tramvaje Tatra T3SU, které jezdí spřažené do dvojic i jako sólo vozy. V provozu je zde též první prototyp obousměrného tříčlánkového vozu Tatra KT8D5, který se jako jediný vůz svého typu dostal do bývalého Sovětského svazu (původně byl dodán do Moskvy). V současné době byly do Volgogradu dodány i dvě novostavby tramvají T3 – Tatra T3R.PV s čelem od architekta Františka Pelikána.
Z tramvají ruského původu zde jezdí vozy typu KTM-11, LVS-2009 či LVS-93.